# Église Sainte-Jeanne-d'Arc de Tunis
L'église Sainte-Jeanne-d'Arc de Tunis est une église catholique de la ville de Tunis (Tunisie). Elle est dédiée à Jeanne d'Arc et dépend de l'archidiocèse de Tunis.
Située au 4 rue de l'Angola, elle est construite en 1911.